# Mier (municipalité)
Pour les articles homonymes, voir Mier.
La municipalité de Mier est l'une des 43 municipalités de l'État de Tamaulipas, et est située dans la partie nord-ouest de cet État. Située à l'ouest du golfe du Mexique, elle appartient au bassin versant du fleuve Río Grande, qui marque la frontière entre les États-Unis et le Mexique. Elle est également limitrophe à l'ouest et au sud de l'État mexicain de Nuevo León. Son chef-lieu est la ville de Ciudad Mier. Elle dépend de la région Norte, qui est une des 6 subdivisions administratives de l'État de Tamaulipas.

## Géographie

Carte de la municipalité de Mier

La municipalité de Mier s'étend du nord au sud en prenant appui au nord-est sur la rive méridionale du fleuve Río Grande, appelé au Mexique Río Bravo et est traversée par de nombreuses rivières contributrices du Río Grande, dont le Río el Álamo. Située dans les plaines de Coahuila et de Nuevo León, son altitude oscille entre 50 et 200 mètres. Son chef-lieu, la ville de Ciudad Mier, se trouve dans la partie orientale de son territoire, sur les bords du Río el Álamo, peu avant sa confluence avec le Río Grande, à une altitude de 80 mètres. Son territoire couvre une superficie de 888,35 km², et était peuplée en 2020 de 6385 habitants.
Cette municipalité dépend de la région Norte, appelée aussi Región Fronteriza, qui est une des 6 subdivisions administratives de l'État de Tamaulipas, et regroupe les municipalités de Nuevo Laredo, Guerrero, Mier, Miguel Alemán, Camargo, Gustavo Díaz Ordaz, Reynosa, Río Bravo, Valle Hermoso et Matamoros.
Elle est limitrophe au nord de la municipalité de Guerrero, à l'ouest et au sud, dans l'État de Nuevo León, de celles de Parás, d'Agualeguas, de General Treviño et de Los Aldamas, au sud-est, dans l'État de Tamaulipas, de celle de Miguel Alemán, et au nord-est, aux États-Unis, du comté texan de Starr.

## Composition et démographie
La municipalité était composée en 2010 de 172 localités.
| Localité       | Population |
| -------------- | ---------- |
| Ciudad Mier    | 6 487      |
| Jorge Martínez | 8          |
| Agua Negra     | 1          |
| El Panalate    | 1          |

En plus de l'espagnol, plusieurs langues amérindiennes sont parlées dans la municipalité, dont les principales sont par ordre d'importance : le huave, le mixe, le tzotzil, le ch'ol, le mazatèque, le nahuatl, le tseltal et le maya.

## Histoire

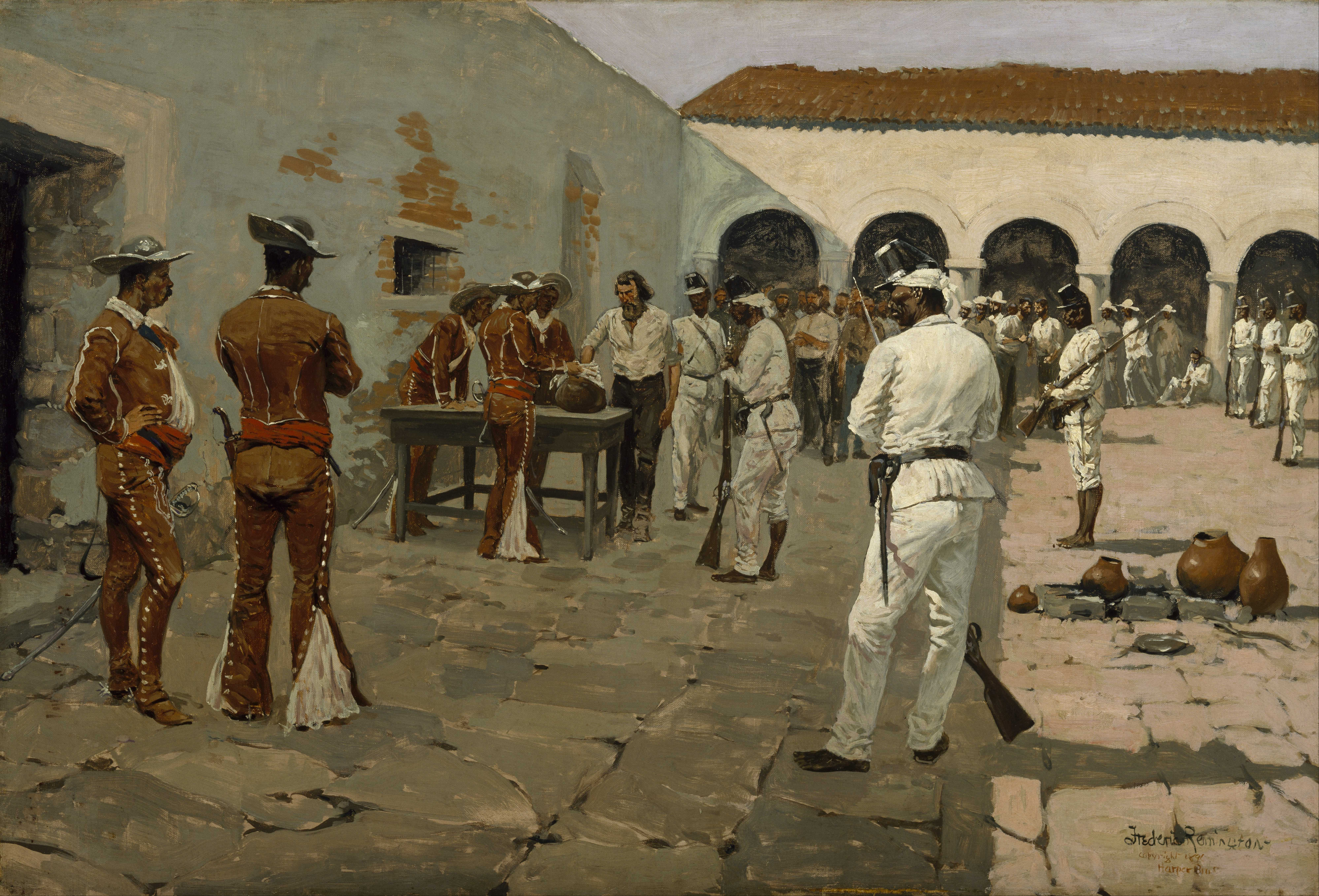
The Mier Expedition – The Drawing of the Black Bean, Frederic Remington, 1896, Museum of Fine Arts, Houston

La ville de Mier est fondée le 6 mars 1753 par José de Escandón au lieu-dit Paso del Cántaro, dans le cadre de la création et de la colonisation de la province de Nouvelle-Santander, qui s'étala de 1748 à 1755,. Les colons provenaient de Camargo et de Cerralvo, puis plus tard du Nuevo Reino de León. En 1757, la ville atteignait 274 habitants.
En 1843, Toribio de la Torre affirmait que les populations amérindiennes de Mier aidaient à lutter contre d'autres populations amérindiennes non sédentaires venant du nord. En 1842, les forces de la République du Texas, désormais indépendante du Mexique et non encore annexée aux États-Unis, sont vaincues après avoir tenté d'envahir Mier.
En 1934, le bureau des douanes de Mier est supprimé.
En 1950, la municipalité de Mier cède une partie de son territoire pour la création de la municipalité de Miguel Alemán, à l'est. Elle en fera de même en 1952, à l'ouest, lors du déplacement du chef-lieu de celle de Guerrero, après la construction du Barrage Falcon,.